# Serranía de San Simón

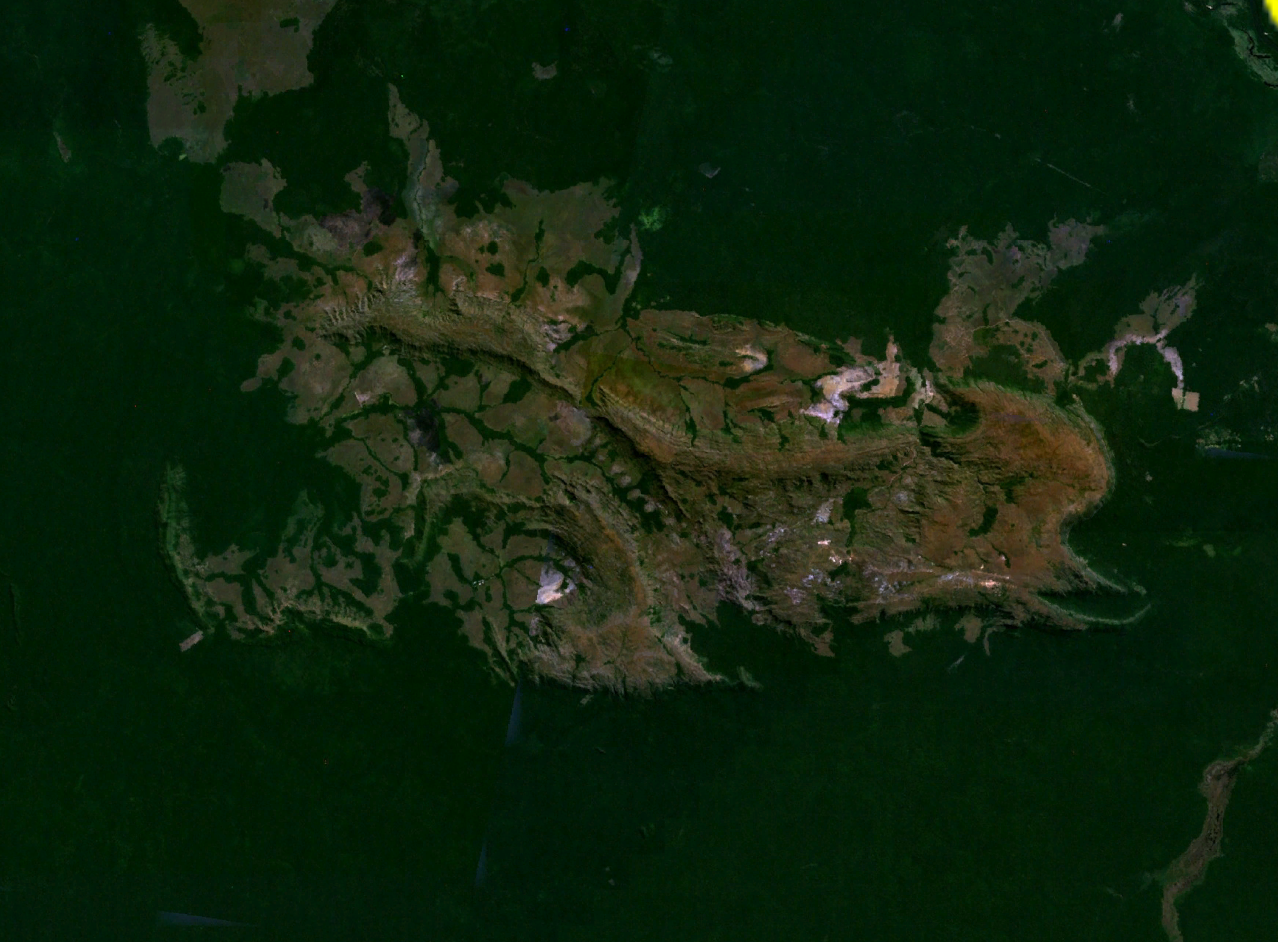
Imagen satelital de la Serranía de San Simón

La serranía de San Simón se encuentra en Bolivia, en la región geográfica de Los Llanos, en el municipio de Baures en la provincia de Iténez, al sureste del departamento del Beni, a 13º y 30' de latitud su y 62° y 10' de longitud oeste. La serranía tiene una altura aproximada de 700 m. 
Las sabanas del Cerrado forman una ecorregión muy particular que representa en Bolivia la prolongación de las formaciones del Cerrado de la meseta del Mato Grosso. Se distribuye en superficies muy reducidas, siendo una de las áreas menos conocidas del país por su flora y su fauna.
El clima es cálido, pues su temperatura oscila entre los 28-35 °C, si bien en invierno puede descender por debajo de los 12 °C.

## Problemas medioambientales
En esta cordillera amazónica hay una gran cantidad de vetas de oro, manganeso y piedras preciosas, lo que ha causado el asentamiento de empresas mineras que causan daños medioambientales. Según la secretaría de Medio Ambiente de la Gobernación del Beni existen alrededor de 180 actividades mineras ilegales en la zona de la serranía.